# 크리스티나 브론도
크리스티나 브론도(Cristina Brondo, 1977년 1월 16일 ~ )는 스페인의 배우이다.

## 출연 작품
- 미안해 사랑이라 불러서 (2014)
- 퍼넘브러 (2011)
- 바디 아머 (2007)
- ¿Y tu quien eres? (2007)
- 히치콕을 좋아하세요? (2005)
- 사랑은 타이밍! (2005)
- 최면 (2004)
- 스페니쉬 아파트먼트 (2002)
- 왓 유 네버 뉴 (2000)